# Hipposideros marisae
Hipposideros marisae là một loài động vật có vú trong họ Dơi nếp mũi, bộ Dơi. Loài này được Aellen mô tả năm 1954.